# Chesterfield (Staffordshire)
Chesterfield – przysiółek w Anglii, w Staffordshire. W latach 1870–1872 osada liczyła 133 mieszkańców.